# Erysimum caboverdeanum
Erysimum caboverdeanum är en korsblommig växtart som först beskrevs av E. Chevalier, och fick sitt nu gällande namn av Per Øgle Sunding. Erysimum caboverdeanum ingår i släktet kårlar, och familjen korsblommiga växter. Inga underarter finns listade i Catalogue of Life.

## Bildgalleri

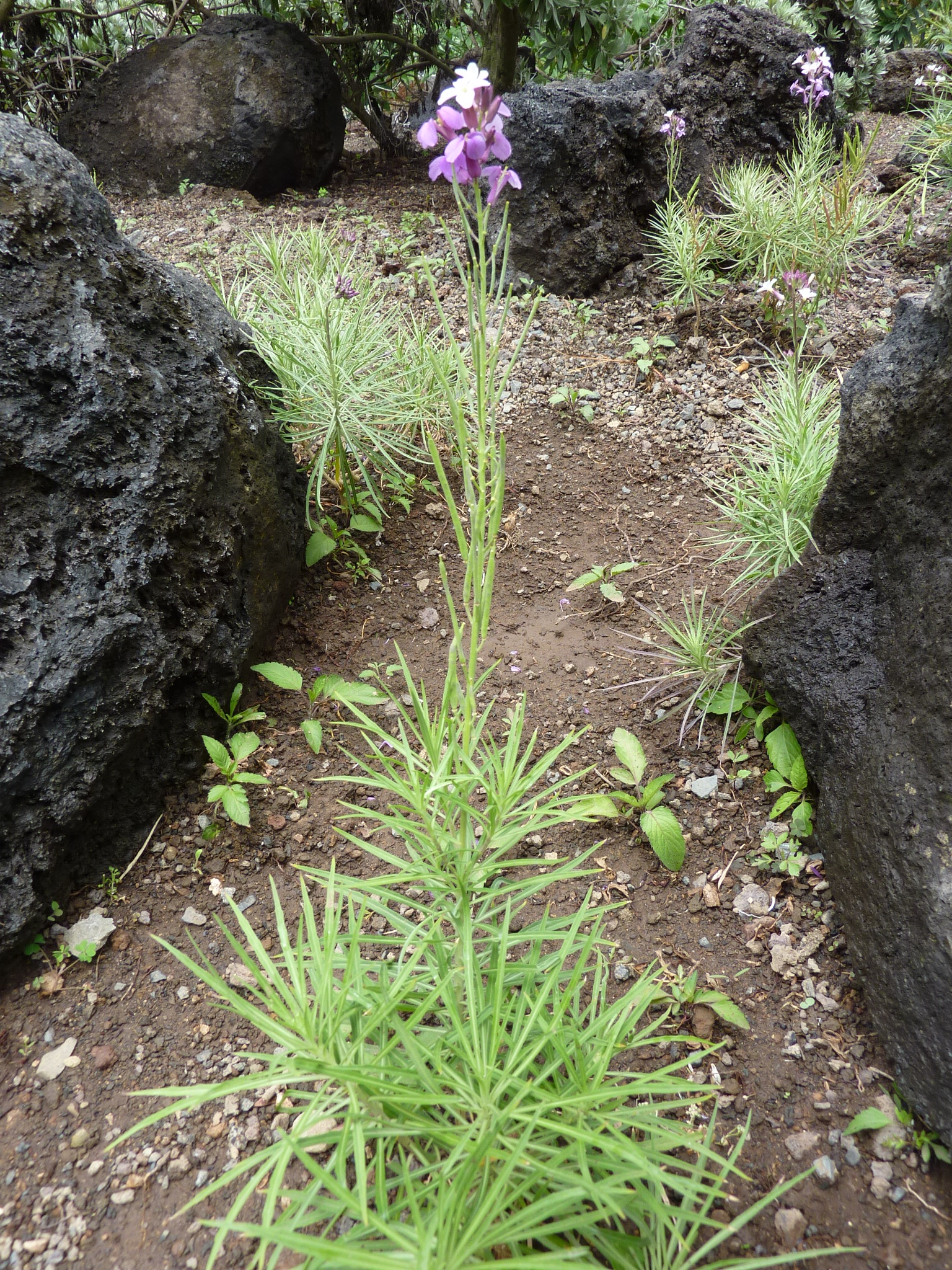
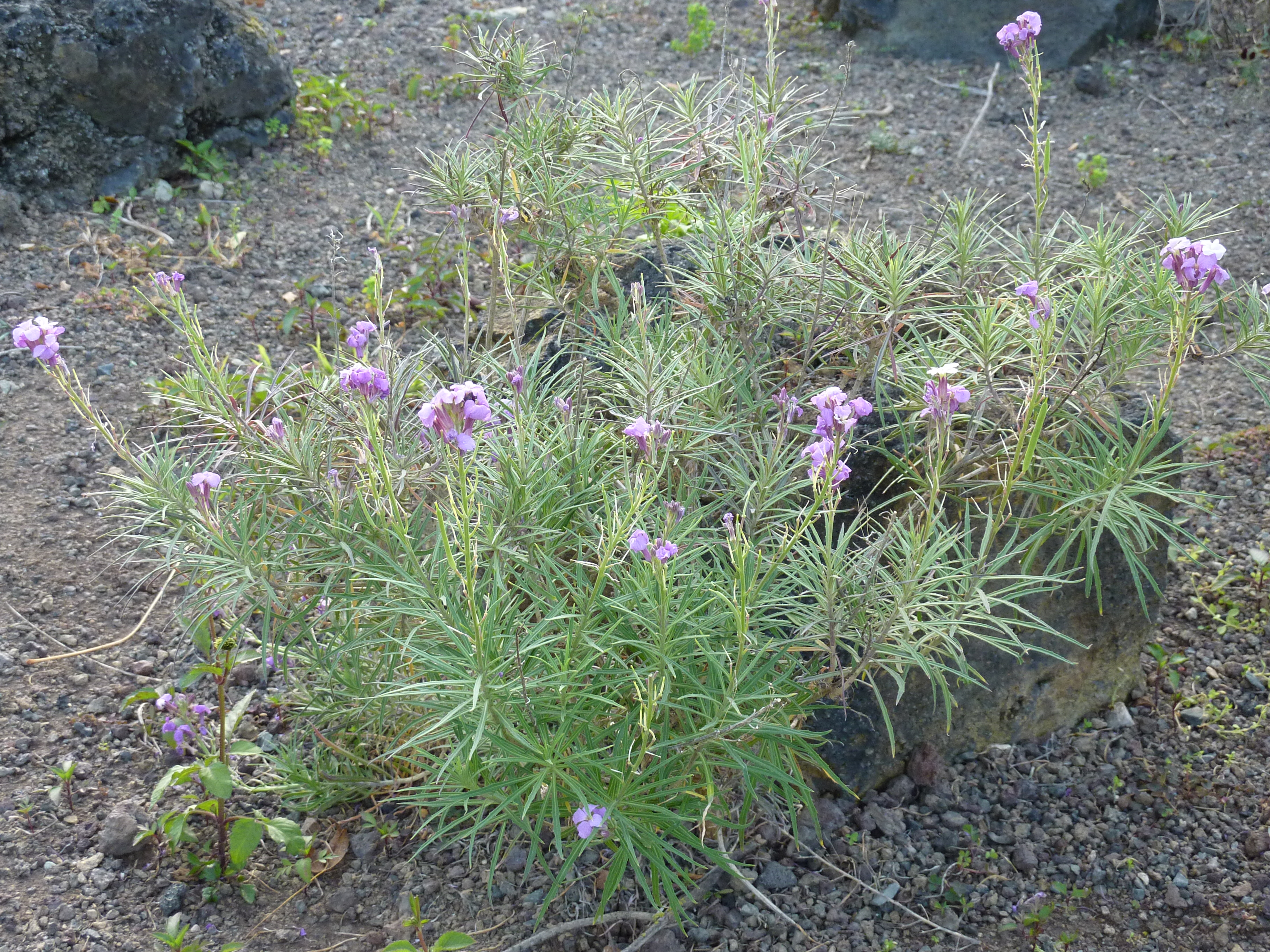